# سفارت کامبوج در لندن
سفارت کامبوج در لندن (به انگلیسی: Royal Embassy of Cambodia) یک سفارت در بریتانیا است که در لندن واقع شده‌است.